# Яслинский, Андрей
Андрей Яслинский (лат. Andreas Jaszlinszky, словац. Andrej Jaslinský, венг. Jaszlinszky András; 1715—1783) — словацкий философ, иезуит.

## Биография
Родился в селе Сеня недалеко от Кошице. Изучал богословие, философию и физику в Кошице, Трнаве и Вене. В 1733 принят в орден иезуитов в Тренчине. Преподавал теологию, философию, метафизику, этику, историю и физику в Трнавском университете, одном из ведущих иезуитских учебных заведений Центрально-Восточной Европы. Был его последним ректором перед запретом ордена в 1773 году. В дальнейшем служил каноником в Рожняве. Автор учебников по физике Institutiones physicae pars prima, seu physica generalis и Institutiones physicae pars altera, seu physica particularis (1756/1761).
В своей философии природы находился под влиянием Гассенди. Пытался соединить атомистическую теорию с аристотелевским учением о первой материи. Согласно А. Яслинскому, «materia prima» имеет атомистическую (корпускулярную) структуру. Был сторонником гелиоцентрической теории Коперника и физики Ньютона. Важнейшим источником познания (наряду с трудами Аристотеля и Фомы Аквинского) Яслинский считал Библию. Выступал с критикой теории врожденных идей.

## Сочинения
- Наставления по логике. 1754.
- Наставления по метафизике. 1761.
- Наставления по физике. 1756.